# Elecciones estatales de Quintana Roo de 1990
Las elecciones estatales de Quintana Roo de 1990 se llevó a cabo el domingo 18 de febrero de 1990, y en ellas se renovaron los cargos de elección popular en el Estado mexicano de Quintana Roo:
- 7 Ayuntamientos. Compuestos por un Presidente municipal y regidores, electo para un periodo de tres años no reelegibles en ningún período inmediato.
- Diputados al Congreso del Estado. Electos por una mayoría relativa de cada uno de los Distritos Electorales.

## Resultados Electorales

### Ayuntamientos

#### Ayuntamiento de Chetumal
- Rosario Ortiz Yeladaqui  Hecho

#### Ayuntamiento de Cancún
- Mario Villanueva Madrid  Hecho

#### Ayuntamiento de Cozumel
- Luis Alberto González Flores  Hecho

#### Ayuntamiento de F. Carrillo Puerto
- Eladio Uc Chan  Hecho